# Hof (Vestfold)
 For alternative betydninger, se Hof (flertydig). (Se også artikler, som begynder med Hof)
Hof er en tidligere kommune i Vestfold fylke i Norge. Den har et areal på 164 km², og en befolkning på 3.079 indbyggere (2006). Den grænsede i nord til Drammen, Nedre Eiker og Øvre Eiker, i øst til Sande og Holmestrand, i syd til Re og Lardal og i vest til Kongsberg.
Holmestrand og Hof blev 1. januar 2018 lagt sammen til Holmestrand kommune i forbindelse med regeringen Solbergs kommunereform. Dette ble besluttet i statsråd 18. mars 2016 med virkning fra . Fra 1. januar 2020 blev også Sande kommune en del af Holmestrand.
Byer i kommunen er Hof centrum, Sundbyfoss og Eidsfoss med det nedlagte jernværk Eidsfos Jernværk bestående af industribygninger og arbejderboliger med museum og et levende kulturliv.
Kommunen har haft en kraftig vækst i folketallet de seneste år, især pga. tilflytning.
Hof er en typisk jord- og skovbrugskommune, som af sit samlede areal på 164 km², har 17,9 km² jordbrugsareal og 125,1 km² skovareal. Kommunens vigtigste industriarbejdsplads er savværket Haslestad Bruk.